# Haplochromis erythrocephalus
Haplochromis erythrocephalus är en fiskart som beskrevs av Greenwood och Gee, 1969. Haplochromis erythrocephalus ingår i släktet Haplochromis och familjen Cichlidae. IUCN kategoriserar arten globalt som otillräckligt studerad. Inga underarter finns listade i Catalogue of Life.